# Driescher Kreuz

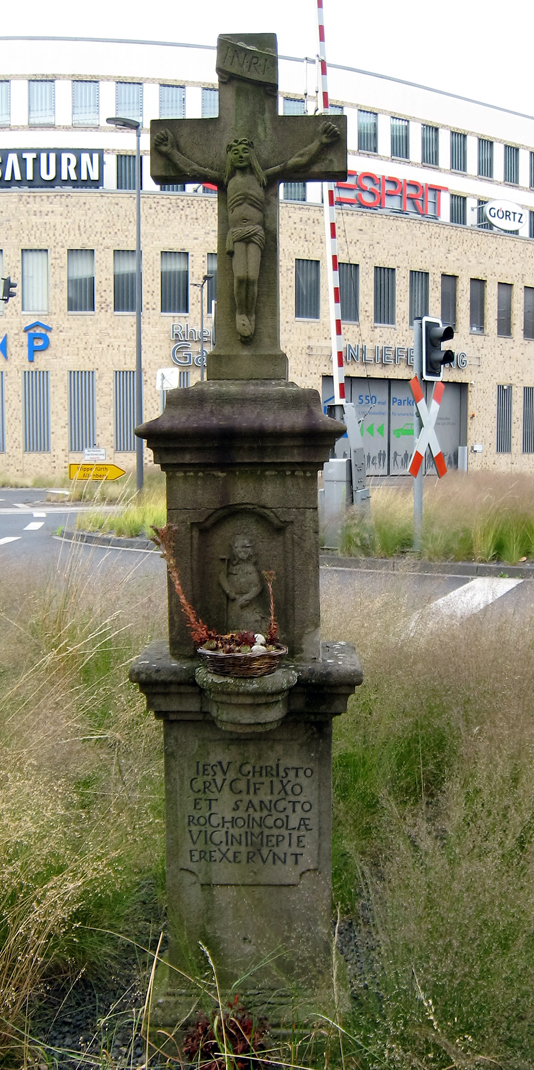
Das Driescher Kreuz

Das Driescher Kreuz ist ein Wegekreuz im Stadtteil Stadtmitte von Bergisch Gladbach. Es steht auf einem kleinen Rasenstück im Ortsteil Driesch an der Ecke Hauptstraße/Kalkstraße zwischen dem Fuß-/Radweg und dem Driescher Kreisel.

## Beschreibung
Das Kreuz ist etwa zwei Meter hoch. Es ist aus einzelnen größeren Steinen zusammengebaut. Auf dem unteren Sockel trägt es folgende Inschrift:

„JESU CHRISTO CRUCIFIXO ET SANCTO ROCHO INCOLAE VICINIMEPIE EREXERUNT“

Übersetzt heiß das: Jesus Christus dem Gekreuzigten und dem heiligen Rochus errichtet von den Anwohnern.

## Geschichte
Im Jahr 1799 war in Gronau, zu dem der Ortsteil Driesch seinerzeit gehörte, die Pest ausgebrochen. Die Leute hatten große Angst vor einer Ansteckung. Sie versammelten sich abends und beteten gemeinsam zum Heiligen Rochus, dass er ihnen helfen möge. Die Gebete schienen erfolgreich, alle blieben von der Pest verschont. Zum Dank dafür bauten sie das Kreuz zu Ehren des Heiligen und machten es zum regelmäßigen Ziel von Prozessionen.
Der so genannte Driescher Kreisel wurde bis 2007 geplant und 2008 in Betrieb genommen. Dazu mussten die meisten Häuser des ehemaligen Ortsteils Driesch abgerissen werden. Nur in der Hauptstraße blieben die Häuser verschont. Das Driescher Kreuz konnte indes an seinem alten Platz stehen bleiben.

## Baudenkmal
Das Kreuz ist unter Nr. 63 in die Liste der Baudenkmäler in Bergisch Gladbach eingetragen.